# Pouso Alegre
Pouso Alegre là một đô thị thuộc bang Minas Gerais, Brasil. Đô thị này có diện tích 543,883 km², dân số năm 2007 là 126100 người, mật độ 221,4 người/km².